# 刘曙华
刘曙华 （1912年—1938年8月），别名李明学，中国共产党党员，东北抗日联军第8军政治部主任（代行政委职责），山东济南人。1938年8月，第8军第3师师长王子孚要挟刘曙华一同投降日军，刘曙华不从，被叛军以酷刑虐杀于勃利县通天沟。

## 生平
1912年，刘曙华出生在山东省济南市的一个农民家庭，青年时受过中等教育，九一八事变后参加中国共产党领导的革命运动，不久后加入中国共产党。1934年，刘曙华在中共的安排下进入苏联海参崴列宁主义学校学习。1935年4月毕业回国，任中共密山县县委书记，同年8月因宣传抗日被捕入狱，1936年初被中共营救出狱，任中共穆棱县县委书记。
1936年7月，刘曙华进入东北抗日联军，任第5军第2师政治部主任，同年秋改任第8军政治部主任。由于第8军由谢文东领导的原东北民众自卫队改编而成，上层军官多系地主、官僚和军阀，加之日军不断围剿，因此整个队伍很不稳定。刘曙华上任之初就在第8军中发展了30多名党员，成立了3个党支部，加强了中共对部队的领导。1937年，第8军由1500人增加到3500人，活动区域不断扩大，还经常与第3军、第5军配合打击日军。1937年3月，中共成立吉东省委，刘曙华当选为省委委员兼省委执行委员，同期，东北抗日联军第3、第4、第5、第6、第8军成立了哈东联军办事处，刘曙华被推举为负责人。
1938年，东北抗日联军面对关东军的经济封锁和军事讨伐，被迫化整为零。6月，刘曙华率领29名战士在桦川县七星砬子与第8军第3师会合。刘曙华发现师长王子孚意图策动叛变，向日军投降。彼时刘曙华无兵无权，但还是与王子孚作斗争，王子孚厌烦说教，将刘曙华绑起来，胁迫其一起投敌。刘曙华一路上痛斥王子孚的叛国行径，向第3师的士兵宣传抗日主张。8月22日，第3师到达勃利县通天沟，王子孚发觉一些士兵已经在刘曙华抗日的感召下犹豫，于是把刘曙华绑在树上，先割下了他的舌头，接着用刀一点一点割下其皮肉，刘曙华毫不屈服，被折磨身亡，时年仅26岁。